# Gmina Negotin
Gmina Negotin (serb. Opština Negotin / Општина Неготин) – gmina w Serbii, w okręgu borskim. W 2018 roku liczyła 32 654 mieszkańców.